# Toxorhina longicollis
Toxorhina longicollis är en tvåvingeart som beskrevs av Pierre 1924. Toxorhina longicollis ingår i släktet Toxorhina och familjen småharkrankar.
Artens utbredningsområde är Venezuela. Inga underarter finns listade i Catalogue of Life.